# Cambio tutto!
Cambio tutto! è un film italiano del 2020 diretto da Guido Chiesa. È un remake del film cileno Sin filtro (N. López, 2016).

## Trama
Giulia è una quarantenne stressata ed esasperata dalla sua vita. Decisa a cambiare, si reca da un counselor olistico con l’obiettivo di gestire e ridurre la rabbia repressa: la vita della donna, così, prenderà delle nuove pieghe.

## Distribuzione
Il film, inizialmente previsto per una distribuzione cinematografica a partire dal 5 marzo 2020, è stato diffuso dal 18 giugno seguente sulla piattaforma di streaming online Amazon Prime Video.